# 金田一春彦
金田一春彦（日语：金田一春彦/きんだいち はるひこ，1913年4月3日—2004年5月19日），日本语言学家、国语学家。以编纂国语辞典、研究方言而闻名。

## 生平
出生于东京府本鄉區（現東京都文京區）。依次毕业于东京府立第六中学校（现为“东京都立新宿高等学校”）、旧制浦和高校、东京帝国大学文学科，并在该大学研究生院毕业。东京外国语大学名誉教授。语言学家金田一京助的长子。其长子金田一真澄是庆应义塾大学教授，次子金田一秀穗也是语言学家并在杏林大学任教授。
2004年5月19日上午11时10分，由于蛛网膜下腔出血，在甲府市的醫院中去世。享年91岁。
在读旧制高校时代，有时立志做作曲家。1998年出版了歌集《白色的小船》（白いボート）。2001年6月23日，主持「長坂赞助会」，在山梨县长坂町的中央公民馆内举办了由金田一春彦作曲的歌曲的演唱会。

## 获奖经历
- 1977年　紫绫褒章、日本放送协会放送文化奖
- 1983年度 日本儿童文学学会奖、芸術選奨文部大臣賞(十五夜お月さん)
- 1986年　勲三等旭日中綬章
- 1997年　文化功劳者
- 2001年　东京都名誉都民
- 2004年　日本唱片大奖特别功劳奖

## 著作
- 日本语（岩波新書） - 新旧版合わせて135万部
- 皇冠学习国语百科辞典
- 学研全译古语辞典
- 全译用例古语辞典
- 新明解国语辞典